# Данієль Вебстер
Данієль Вебстер (англ. Daniel Webster; 18 січня, 1782, Солсбері, Нью-Гемпшир — 24 жовтня, 1852, Маршфілд, Массачусетс) — американський політик, двічі державний секретар США (1841–1843 та 1850–1852 роки), двічі сенатор від штату Массачусетс (1845–1850 та 1827–1841), член Палати представників від штату Массачусетс (1823–1827) та від штату Нью-Гемпшир (1813–1817). Працював тривалий час адвокатом. Член Партії вігів.

## Біографія

### Ранні роки

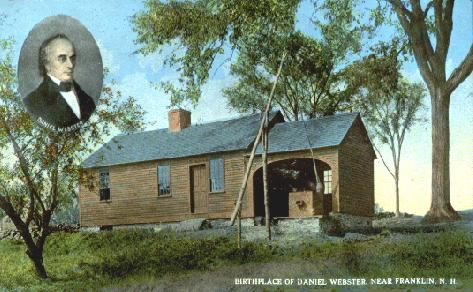
Будинок, де народився Данієль Вебстер

Народився 18 січня 1782 року в містечку Солсбері, Нью-Гемпшир, у сім'ї Ебенезера Вебстера та Ебігейл Вебстер (до шлюбу Істман). Він та його дев'ять братів і сестер виросли на фермі своїх батьків. Його предки були серед перших поселенців Солсбері.

### Освіта
Після закінчення школи Академії Філліпса в Ексетері вступив у Дартмутський коледж. Після закінчення працював помічником адвоката Томаса В. Томпсона в Солсбері. Згодом через сімейні обставини влаштувався на роботу вчителем у школу. 1802 року став директором Fryeburg Academy в штаті Мен і пропрацював там один рік.

### Адвокатська діяльність
1804 року Вебстер покинув Нью-Гемпшир і отримав посаду помічника в Бостоні під егідою відомого адвоката Крістофера Гора. 1805 року Вебстера прийняли в колегію адвокатів.
Він повернувся в Нью-Гемпшир і створив адвокатську контору в Боскавені, щоб бути поруч зі своїм хворим батьком. Вебстер зацікавився політикою, виступав за федералізм. Після смерті батька в 1806 році Вебстер передав свою адвокатську справу старшому брату Єзекіїлі, якого також прийняли в колегію адвокатів.

## Політична діяльність

### Обрання доПалати представників
У 1807 році Вебстер переїхав у велике місто Портсмут і відкрив там адвокатську контору. Після переїзду брав активну участь у політичному житті. Внаслідок гучних політичних промов та критики влади він здобув велику популярність у Нью-Гемпширі. 1812 року його обрано до Палати представників; пробувши два терміни в Палаті представників, Вебстер переїхав до Бостону замість третього терміну. У Бостоні він продовжив свою адвокатську справу.

### Обрання доСенату
1827 року Вебстер здобув перемогу на виборах у Сенат від штату Массачусетс. Тоді померла його перша дружина й він одружився з Каролін Лерой у грудні 1829 року. Коли Вебстер повернувся в Сенат після похорону своєї дружини, він виявив, що Сенат розглядає новий тарифний законопроєкт, який має збільшити мита на іноземні промислові товари; раніше Вебстер виступав проти введення нових мит, однак змінив свою позицію й підтримав нові тарифи. Під час хвилі незадоволення та побутування думки від'єднання деяких штатів від Союзу виступав за неподільність США.
У 1836 році Вебстер був одним із чотирьох кандидатів від Партії вігів на посаду президента, але йому вдалося заручитися тільки підтримкою Массачусетсу. Це була перша з трьох невдалих спроб на виборах президента. 1839 року Партія вігів висунула Вільяма Генрі Гаррісона на пост президента США. Вебстеру запропонували посаду віцепрезидента, але він відмовився.

### Держсекретар США
Після перемоги в 1840 році президент Гаррісон призначив Вебстера на пост державного секретаря в 1841 році, також він зберігав цю посаду під час президентства Джона Тайлера. 1842 року він був одним із творців договору Вебстера-Ешбертона, який встановив остаточний східний кордон між Сполученими Штатами (штат Мен) та Канадою (провінція Нью-Брансвік). 1843 року внаслідок тиску вігів Вебстер покинув посаду держсекретаря. Пізніше Вебстер був державним секретарем в адміністрації президента Мілларда Філлмора (1850–1852 роки).

## Смерть
Данієль Вебстер помер 24 жовтня 1852 року у своєму будинку в Маршфілді, штат Массачусетс — після падіння з коня і сильного удару головою, що призвело до травматичного крововиливу в мозок. Він похований на кладовищі Вінслоу, поруч з Маршфілдом. За день до його смерті найкращий друг Вебстер Пітер Харві прийшов до нього в гості, Харві сказав Вебстеру, що він виглядав так, немов страждає. Вебстер сказав Харві: «Будь вірним другом, я помру завтра». Його останні слова були: «Я досі живий».